# Plàcid Vidal i Rosich
Plàcid Vidal i Rosich (Alcover, Alt Camp, 23 d'abril de 1881 - Barcelona, Barcelonès, 8 de novembre de 1938) va ser un poeta i novel·lista català, germà de Cosme Vidal i Rosich, Josep Aladern. A més de poesia i novel·la, va conrear la literatura del jo, gènere en el qual té tres llibres publicats de considerable interès testimonial al voltant del període que transcorre de la darrera dècada del segle xix fins a la Guerra Civil espanyola.

## Biografia
Començà a escriure de ben jove, quan, acompanyant el seu germà Cosme Vidal, va fer cap a Reus i es va integrar al Grup Modernista de Reus. Va continuar vivint a Alcover, però feia freqüents viatges a la capital del Baix Camp. El grup de Reus era el grup modernista més aglutinat de fora Barcelona, i aquest corrent literari l'impregnà tota la seva vida. Col·laborà a quasi totes les revistes de la Colla modernista que imprimia el seu germà: La Gent del Llamp, La Nova Cathalunya, Reus Tranquil, Lo Lliri, Pàtria Nova, Foc Nou, Germinal, i altres. El 1904, per subscripció proposada per Ròmul Salleres, membre del Grup modernista, publica el seu primer recull de poemes, Les grans accions & les soletats, amb una coberta de Joaquim Biosca. Al dissoldre's la Colla, marxà a Barcelona, on feu de caixista a diverses impremtes, i ajudà el seu germà en projectes literaris. Però retornat a Reus l'Aladern el 1909, Plàcid es queda a Barcelona on, a causa de l'aparició del noucentisme, es veu marginat per les seves concepcions modernistes. Ben aviat alternà el conreu de la poesia (L'amor artista, 1909, etc.) amb el d'un tipus de novel·la idealista i transcendent, que culminà en la trilogia autobiogràfica de Jordi Saura: Les promeses amigues (1910), La cançó dels herois (1915) i Infinit (1917). Col·laborà en diverses revistes minoritàries —Catalònia, Lletres, Panteisme— i, d'una manera esporàdica, en publicacions de gran tiratge: El Poble Català, La Novel·la Nova i La Novel·la d'Ara. El 1924 aparegué el seu darrer i més important recull de poemes: L'anhel cantaire. Amic d'Hortensi Güell, d'Anton Isern i de Joan Puig i Ferreter, els retratà, així com a altres personatges reusencs i barcelonins, a la seva obra més coneguda, Els singulars anecdòtics (1920, amb una edició ampliada el 1925), llibre marcat per la nostàlgia del temps de la seva adolescència i joventut. Casat amb la germana d'Hortensi Güell, Amèlia Güell, es relaciona amb el cosí d'aquesta, el reusenc Eduard Toda, que l'ajuda a obtenir diversos llocs de treball, com el d'auxiliar bibliotecari al Centre de Lectura de Reus (entre 1919 i 1924).Amb la proclamació de la República i la Generalitat, va parlar amb els seus amics polítics, Ventura Gassol, Joan Puig i Ferreter i Jaume Aiguader per a tenir una feina estable, i després d'entrar a l'administració de l'Ajuntament de Barcelona, Jaume Aiguader el va fer treballar a l'arxiu de la ciutat.
Va publicar un llibre de memòries, L'assaig de la vida, el 1934, però la seva mort en plena guerra civil, el 8 de novembre de 1938, va impedir que en sortís la segona part, que es publicà pòstumament el 1972 amb el nom d'El convencionalisme de la vida.
La ciutat de Reus li ha dedicat un carrer.